# 第3回東京音楽祭
第3回東京音楽祭（だいさんかいとうきょうおんがくさい、The 3rd Tokyo Music Festival International Contest）は、3回目の『東京音楽祭』である。1974年6月30日、帝国劇場にて世界大会（ファイナル）が開かれ、ルネ・シマール（カナダ）がグランプリに輝いた。  
- 第2回東京音楽祭-第3回東京音楽祭-第4回東京音楽祭

## 概要
海外からのエントリーは27ヵ国から全301曲。日本からは、プログラムには20曲と書かれているが、これは国内大会に残った数で、前年までの選考方法などを考え併せると(「東京音楽祭#大会方式」参照)、エントリー数はこの十倍前後はあると推計される(但し第3回大会の具体的な数値は三大新聞には載らず)。国内大会は一般部門(ファイナル出場者選考会)と新人部門とを分けて行われた。
- 5月16日(木)、国内大会(新人部門)(日比谷公会堂)。「ヤングの祭典」とサブタイトルがついた。新人大会を別日程で開催するのも、最優秀新人賞である「シルバーカナリー賞」の設定も第3回大会が初。エントリー64曲から事前選考で絞られた20曲(歌手20組)が出場、シルバーカナリー賞候補の5組が選出され、5月25日の国内大会に進んだ[4]。大会の模様は2日後の5月18日(土)午後2時半から、TBS系テレビで1時間半に亘り中継録画放送された。
- 5月25日(土)[5]午後3時～、国内大会(日劇)[6]。事前選考で絞られた出場20組から[7]、ファイナル出場者であるゴールデンカナリー賞3組（五木ひろし、ザ・ピーナッツ、布施明）を選出[8]。シルバーカナリー賞（第3回大会ではまだファイナル出場権は無い）に麻生よう子[9]。大会は同日午後3時から、2時間に亘りTBS系テレビ・ラジオで同時公開生中継された。

世界大会は、セミファイナル・ファイナルの2日に分けて行われた。
- 6月29日(土)午後1時～[6]、セミファイナル(帝国劇場)。海外参加21曲。ファイナル進出の10曲を選出。
- 6月30日(日)午後7時～[6]、ファイナル(帝国劇場)。出場13曲(海外10曲＋国内3曲)。午後7時から2時間に及んだ決勝大会はTBSテレビとラジオで同時公開生中継された[10]。但し当日の新聞のテレビ・ラジオ欄によると、TBSテレビの放送は午後7:00-8:55、TBSラジオは午後6:25-9:10[11]。

セミファイナル・ファイナルの演奏：高橋達也と東京ユニオン、クリエイト管弦楽団。コーラス：ウィルビーズ。

## 司会者
- 三木鮎郎（30日ファイナルのみ）[12]
- 土居まさる（セミファイナル・ファイナル）
- アン・ルイス（セミファイナル・ファイナル）

## スペシャルゲスト
ゲスト
- フランク・シナトラ Frank Sinatra（特別審査員） ／ファイナルではシナトラは参加者が歌い終わった8時過ぎに会場入り、現場では審査せず、「シナトラ賞」授賞の時に初めて一般ファンの前に姿を見せた[10]。
- シャーリー・バッシー Shirley Bassey（ゲストシンガー） ／ファイナルでは大会と授賞式の間にシャーリー・バッシーのショーが行われた[10]。またその前日、セミファイナル終了後の同じ帝国劇場で、午後7時からシャーリー・バッシーのコンサートが行われている[13]。
- 読売新聞(1974年5月22日・夕刊)ではマリー・ラフォレも審査員と報じられたが、プログラムには彼女の名は記載されていない。

## 審査員
審査委員長(Chairman)
- 服部良一 Ryoichi Hattori（作曲家）

審査員(Judges)  
- アウグスト・アルグエロ Augusto Alguero[15][16]（FIDOF会長[17]）スペイン
- 蘆原英了 Eiryo Ashiwara（音楽評論家）
- タキス・キャンバス Takis Cambas（アテネ音楽祭会長）ギリシア
- サルヴァトーレ・T・キャンティア Salvatore T. Chiantia（MCAミュージック社長）アメリカ
- ジョーン・コリンズ Joan Collins（女優） イギリス[18]
- デニス・グレーザー Denise Glaser（テレビプロデューサー）フランス
- ダニー・オドノヴァン Danny O'donovan（ダニーオドノヴァンエンタープライズ社長）イギリス
- 岡野弁 Tadasu Okano（ミュージックラボ社長[19]）
- フランシス・プレストン Francis Preston（BMI社長）アメリカ
- レイ・N・タナカ Ray N. Tanaka（ハワイ・ミュージシャン・ユニオン会長）ハワイ

特別審査員(Guest Judge)
- フランク・シナトラ Frank Sinatra（歌手）アメリカ　／この回で、最優秀歌唱賞として[20]フランク・シナトラ賞が特別に設けられたが、これはシナトラの審査で授与された[5]。賞の内容はプログラムには「トロフィー」としか書かれていないが、実際には「シナトラからのご褒美」として、授賞式のステージ上で本人からルネ・シマールに250万円相当の腕時計が手渡された[21]。ちなみに他の賞の賞金は、大賞（グランプリ、1名)：300万円、金賞（1名)：100万円、銀賞（2名)：60万円、銅賞（3名)：30万円で、夫々にトロフィーが付く[22]。それ以外の賞は、プログラムには「トロフィー」のみ記載。

## 世界大会エントリー　セミファイナル
海外参加21曲（出場順）※ジルベール・モンターニュは不参加のため実際は海外からは20曲
| 曲順 | エントリー歌手                                                       | 参加楽曲                                                                                            | ファイナル | 国                 |
| ---- | -------------------------------------------------------------------- | --------------------------------------------------------------------------------------------------- | ---------- | ------------------ |
| 1    | ティファニー Tiffanie                                                | 「愛のテレフォン」 Et ce Soir tu Telephones                                                         | 出場       | フランス           |
| 2    | サイモン&ベッティーナ Simon Butterfly & Bettina Simon                | 「18-19-20」 Eighteen-Nineteen-Twenty                                                               | 出場       | 西ドイツ           |
| 3    | チャーリー・ジェームス Charlie James                                 | 「詩が終るまで」 Ce ca ma Chanson                                                                   |            | イギリス           |
| 4    | ホアン・バウ Juan Bau                                                | 「ソブレ・エル・ヴィエント」 Sobre el Viento                                                        |            | スペイン           |
| 5    | メルビン・リード Melveen Leed                                        | 「ユール・シー」 You'll See                                                                         |            | アメリカ（ハワイ） |
| 6    | マリー・トラヴァース Mary Travers                                    | 「ライト・オブ・ディ」 Light of Day                                                                 | 出場       | アメリカ           |
| 7    | ルネ・シマール Rene Simard                                           | ミドリ色の屋根 Non ne Pleure pas（泣かないで）                                                      | 出場       | カナダ             |
| 8    | クリスティーナ Cristina (Krystyna Konarska)                          | 「ワルシャワの星空」 Varsovie                                                                       |            | ポーランド         |
| 9    | ザ・スリー・ディグリーズ The Three Degrees                           | 「天使のささやき」 When Will I See you Again                                                        | 出場       | アメリカ           |
| 10   | カレル・ゴット Karel Gott                                            | 「翔ける愛」 Let Give Love Place to Flourish (Let Love Spread Far And Wide) (Ať láska má kde kvést) |            | チェコスロバキア   |
| 11   | ゴールド&シルバー Gold & Silver (Janson(Colin Rickards)& Penny Gold) | 「アップ・オーバー・マイ・ヘッド」 Up over my Head                                                  | 出場       | イギリス           |
| 12   | アラン・オディ Alan O'day                                            | 「ギフツ」 Gifts                                                                                    |            | アメリカ           |
| 13   | フレダ・ペイン Freda Payne                                           | 「イッツ・ユアーズ・トゥ・ハヴ」 It's Yours to Have                                                 | 出場       | アメリカ           |
| 14   | ジルベール・モンターニュ Gilbert Montagne                            | 「オートゥール・ドゥ・ヌ」 Autour de Nous                                                           | 不参加     | フランス           |
| 15   | スーザン・アントン Susan Anton                                       | 「ラウンド・アンド・ラウンド」 Round and Round                                                      |            | アメリカ           |
| 16   | ノエリータ Noelita                                                   | 「サベドリア」 Sabedoria                                                                            |            | ブラジル           |
| 17   | ザ・ギミックス The Gimmicks                                          | 「オール・トゥギャザー・ナウ」 All Together Now                                                     | 出場       | スウェーデン       |
| 18   | ザ・サーカス・バンド The Circus Band                                 | 「アレルヤ！世界救済」 Got to Save the World                                                        |            | フィリピン         |
| 19   | パティ・キム Patty Kim                                               | 「愛は永遠に」 사랑은 영원히 Forever, my Love                                                       | 出場       | 韓国               |
| 20   | ムスリム・マゴマエフ（マガマエフ） Muslim Magomaev Муслим Магомаев   | 「悪魔の車輪」 (「悪魔の車輪」は誤訳という見解あり) Chortovo Koleso Чёртово колесо                  | 出場       | ソビエト           |
| 21   | パトリシア・ポーリン Patricia Paulin                                 | 「愛のロマンス」 Je suis Romantique                                                                 |            | フランス           |

- プログラムでは、曲名と出演者名のラテン文字表記は、すべて大文字で為されている。従ってフランス語の母音上のアクサン記号はすべて省略されている。
- チャーリー・ジェームスは女性。
- ザ・サーカス・バンドは、歌手10人・楽器奏者5人から成るユニット。メンバーの内、後にソロシンガーとなり1978年第1回マニラ音楽祭でグランプリ受賞のハッジ・アレハンドロは国民的歌手。同年韓国で開催されたソウル国際歌謡祭でもグランプリを獲得。バジル・バルディーズ、ティリー・モレノもフィリピンの大人気歌手。
- アメリカ（ハワイ）から参加のメルビン・リードは、参加曲をつくったウクレレの名手ハーブ・オータとともに出演。

## 世界大会エントリー　 ファイナル
海外10曲+国内3曲（出場順）
| 曲順 | エントリー歌手                                                        | 参加楽曲                                                                | 受賞                            | 国           |
| ---- | --------------------------------------------------------------------- | ----------------------------------------------------------------------- | ------------------------------- | ------------ |
| 1    | サイモン＆ベッティーナ Simon & Bettina                                | 「18-19-20」 Eighteen-Nineteen-Twenty                                   | TBS賞                           | 西ドイツ     |
| 2    | 五木ひろし                                                            | 「別れの鐘の音」                                                        | 銅賞 外国審査員団賞             | 日本         |
| 3    | ザ・ギミックス The Gimmicks                                           | 「オール・トゥギャザー・ナウ」 All Together Now                         | TBS賞                           | スウェーデン |
| 4    | 布施明                                                                | 「積木の部屋」                                                          | 銀賞                            | 日本         |
| 5    | ゴールド＆シルバー Gold & Silver (Janson(Colin Rickards)& Penny Gold) | 「アップ・オーバー・マイ・ヘッド」 Up over my Head                      | TBS賞                           | イギリス     |
| 6    | ルネ・シマール Rene Simard                                            | ミドリ色の屋根 Non ne Pleure pas（泣かないで）                          | グランプリ フランク・シナトラ賞 | カナダ       |
| 7    | マリー・トラヴァース Mary Travers                                     | 「ライト・オブ・ディ」 Light of Day Sole che Nasce Sole che Muore       | TBS賞                           | アメリカ     |
| 8    | ティファニー Tiffanie                                                 | 「愛のテレフォン」 Et ce Soir tu Telephones                             |                                 | フランス     |
| 9    | ザ・ピーナッツ                                                        | 「愛のゆくえ」                                                          | 銀賞                            | 日本         |
| 10   | フレダ・ペイン Freda Payne                                            | 「イッツ・ユアーズ・トゥ・ハヴ」 It's Yours to Have                     | 銅賞 歌唱賞                     | アメリカ     |
| 11   | ザ・スリー・ディグリーズ The Three Degrees                            | 「天使のささやき」 When Will I See you Again                            | 金賞                            | アメリカ     |
| 12   | パティ・キム Patty Kim                                                | 「愛は永遠に」 Forever, my Love                                         | 銅賞                            | 韓国         |
| 13   | ムスリム・マゴマエフ（マガマエフ） Muslim Magomaev                    | 「悪魔の車輪」 (意見として「観覧車」の誤訳の可能性あり) Chortovo Koleso | 棄権 TBS賞                      | ソビエト     |

- 作曲賞 － A. ババジャニャン[29]（ソビエト）／「観覧車」(歌：ムスリム・マゴマエフ。「悪魔の車輪」）の作曲者。
- 編曲賞 － フランシス・レイ（フランス）／「愛のテレフォン」(歌：ティファニー）の作・編曲を担当。[30]

- 2回大会同様、女性歌手が目立つ大会となった。
- サイモン&ベッティーナは、サイモン・バタフライと実妹ベッティーナ・サイモンのデュオ。参加曲の作詞はハワード・バーンズ Haward Barnes だが、作曲は日本の加瀬邦彦、編曲は東海林修。
- ザ・ギミックスは、男性楽器奏者6人・女性ヴォーカル2人から成るユニット。参加曲はドラムスのステファン・メラー Stefan Möller の作詞作曲。
- ゴールド&シルバーは、女性ペニー・ゴールドと男性コーリン・シルバーのデュオ。
- マリー・トラヴァースは、元 P.P.M (ピーター・ポール&マリー) のメンバー。
- 金賞のザ・スリー・ディグリーズは女声3人のユニット。[31]
- 「東欧のプレスリー」チェコの国民的大スター、カレル・ゴットの来日により、ヨーロッパからも多数の取材陣が押し寄せた。
- 特別審査員フランク・シナトラが12年ぶりの来日である[5]ことも世間の耳目を集めた。
- グランプリとシナトラ賞をダブル受賞したルネ・シマールが変声期前の13歳の少年であることが話題を呼んだ[32]。

- ソ連の男性歌手ムスリム・マゴマエフ（マガマエフ）はバクー（アゼルバイジャン）の芸術家一家に生まれ育ち、アゼルバイジャン音楽院、更にイタリアで学んだのち、バクーのオペラ劇場にデビュー、オペラから現代歌謡まで幅広くこなせる歌手として、当時既にソ連では人気抜群で、多くのヒット曲があった[33]。母国でも評判を取っていた参加曲 Чёртово колесо は慣用句的に「観覧車」という意味だが、プログラムには大誤訳のタイトル「悪魔の車輪」が堂々と印刷され、『音楽の友』1974年9月号(p.22-23)の記事でも「…作曲賞は「悪魔の車輪」を作ったソ連の…」とそのまま引用されている。のみならず、ラテン文字表記のタイトルは CHORTOVO KOLESO と書くべきところを CHORTVA KALESO と印刷され、作詞のエフゲニー(イェフゲニー)・エフトゥシェンコは E.(またはY.)エフトゥシェンコと表記されるはずが「作詞：A・エフタシエンコ　A. Eftushenko」となり、作曲・編曲のアルノ・ババジャニャンは A. Babadjanyan ではなく「作曲・編曲：A・ババジョニアン　A. Babadjonyan」で、前掲の『音楽の友』の記事でも「…ソ連の A. ババジョニアン」と踏襲されている。世界大会と称するにもかかわらず、設営側の語学力の貧弱さを露呈した形となったが、日本でも知る人ぞ知るで、翻訳家のウサミナオキはこのタイトルに「遊園地の回覧車」という訳語を充てている[34]。／マゴマエフ歌唱「観覧車」(YouTube)

- なお観覧車を意味するFerris wheelsはロシアにおいては“devil's wheels”つまり悪魔の車輪、という例えられ方も存在する。また不気味な岩の集成体が観光地にもなっているスヴェルドロフスク州にはChortovo Gorodishcheは、Devil's Settlement, Devil's Mound, Devil's Cityと呼ばれ、悪魔の丘などの異名を持つことで知られ、マゴマエフのプロモーション映像も本人が悪魔的な赤と黒のマントを翻して登場していることから、誤訳ではない、という見方もある。
- 当時指揮を担当した長洲忠彦によれば「マゴマエフは途中（ファイナル）棄権した」という回想を語っていたが、出場者に音楽祭後配られる海外版カラーパンフレットには歌唱シーンが印刷されており、受賞もしていることから、棄権はしていないのではないか、という見解も存在する。

## 世界大会出場以外の国内大会参加アーティスト
国内新人大会 (シルバーカナリー賞選出大会)
5月16日(木)、日比谷公会堂にて開催。新人大会の別日程開催は初の試みで、第3回大会では「ヤングの祭典」とサブタイトルがついた。エントリー全64曲から、事前選考で絞り込まれた20曲(歌手20組)が出場、シルバーカナリー賞候補の5組が選出され、5月25日の国内大会に進み、シルバーカナリー賞1組が最終決定される。主な出場者：
- フィンガー5
- 中条きよし
- あいざき進也
- リンリン・ランラン

他(合計20組)
国内大会 (ゴールデンカナリー賞選出大会)
5月25日(土)午後3時～、東京・日劇で開催された。ファイナル出場者であるゴールデンカナリー賞には、五木ひろし、ザ・ピーナッツ、布施明の3組が選ばれた。このほかの国内大会(ゴールデンカナリー賞選出大会)出場者は以下の通り。
麻丘めぐみ、いしだあゆみ、尾崎紀世彦、欧陽菲菲、金井克子、北島三郎、小柳ルミ子、西城秀樹、沢田研二、チェリッシュ、ちあきなおみ、野口五郎、南沙織、森進一、山本リンダ、由紀さおり、和田アキ子。
シルバーカナリー賞には、麻生よう子『逃避行』が選ばれた。最優秀新人賞としての「シルバーカナリー賞」創設年の初受賞となったが、第3回大会ではまだ「シルバー」には世界大会出場権は無い。